# Kuzmin
Pour les articles homonymes, voir Kouzmine.
Kuzmin (en serbe cyrillique : Кузмин) est une localité de Serbie située dans la province autonome de Voïvodine et sur le territoire de la ville de Sremska Mitrovica, district de  Syrmie (Srem). Au recensement de 2011, elle comptait 2 982 habitants.
Kuzmin, officiellement classé parmi les villages de Serbie, est une communauté locale, c'est-à-dire une subdivision administrative, de la ville de Sremska Mitrovica.

## Géographie

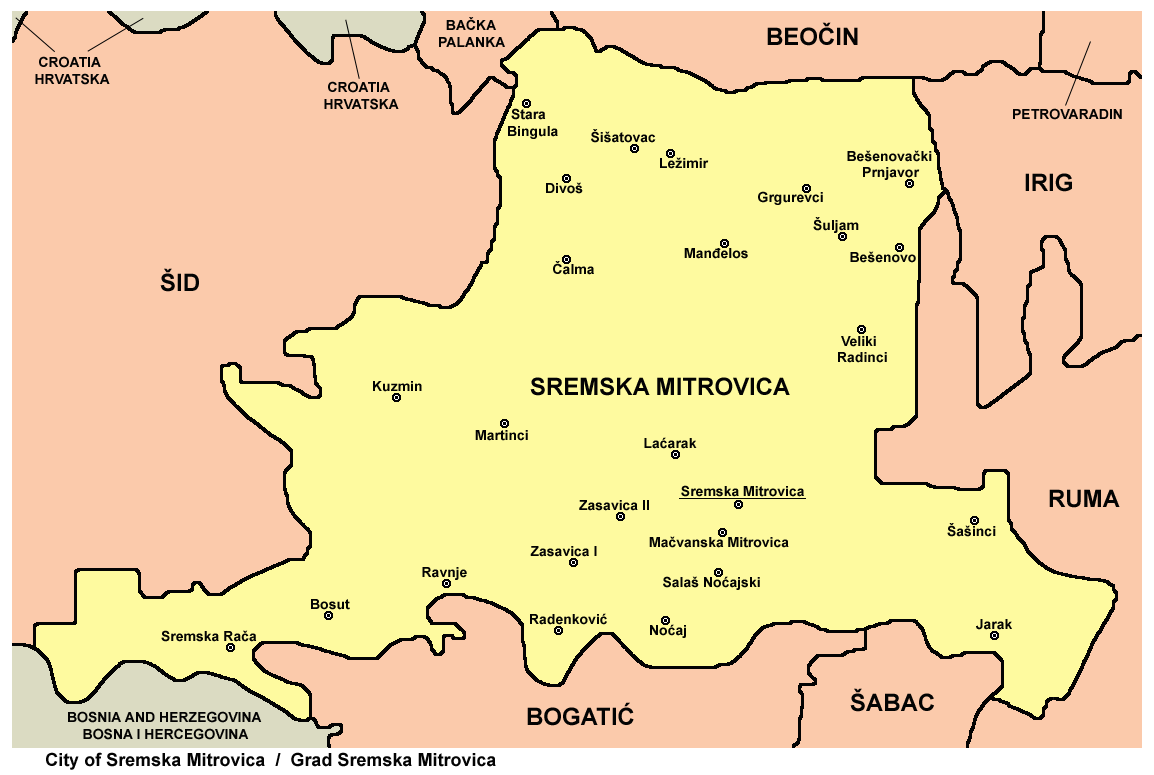
Localisation de Kuzmin dans la ville de Sremska Mitrovica

Kuzmin se trouve dans la région de Syrmie. Le village est situé sur la route nationale M-18 qui conduit de Sombor à Bijeljina, en Bosnie-Herzégovine.

## Histoire
Le secteur de Kuzmin était habité durant la Préhistoire, à l'époque romaine et au Moyen Âge.
Selon les sources, le village doit son nom aux saints Côme et Damien (en serbe : sveti Kozma i Damjan). Il est mentionné dans les recensements cadastraux (defter) ottomans du XVIe siècle et il était alors peuplé de Serbes.

## Démographie

### Évolution historique de la population
| 1948  | 1953  | 1961  | 1971  | 1981  | 1991  | 2002  | 2011  |
| ----- | ----- | ----- | ----- | ----- | ----- | ----- | ----- |
| 3 916 | 3 953 | 4 086 | 3 888 | 3 730 | 3 491 | 3 391 | 2 982 |

|  |

### Données de 2002
Pyramide des âges (2002)
En 2002, l'âge moyen de la population était de 40,1 ans pour les hommes et 41,2 ans pour les femmes.
Répartition de la population par nationalités (2002)
En 2002, les Serbes représentaient 96,5 % de la population.

### Données de 2011
En 2011, l'âge moyen de la population était de 42 ans, 41 ans pour les hommes et 42,9 ans pour les femmes.

## Tourisme
La « réserve naturelle intégrale » de Stara Vratična est située près de Kuzmin.
Le village abrite une église dédiée à saint Côme et saint Damien, édifiée entre 1773 et 1793 ; il abrite aussi deux greniers anciens, l'un situé 94 rue Savska et remontant aux années 1840, l'autre situé 57 rue Zmaj Jovina et daté de 1825. Toutes ces constructions sont inscrites sur la liste des monuments culturels de grande importance de la république de Serbie.